# 马斯廷号驱逐舰 (DD-413)
马斯廷号驱逐舰（英語：USS Mustin，舷号：DD-413），是美国海军于第二次世界大战前建造的一艘辛姆斯级驱逐舰，是第一艘以美国海军航空兵先驱亨利·C·马斯廷上校命名的海军舰艇。美国参加第二次世界大战后，马斯廷号即活跃于太平洋战场，参加了包括圣克鲁斯群岛战役、瓜达尔卡纳尔海战等在内的多场大规模战役。二战结束后，她又作为靶舰参与了十字路口行动。
马斯廷号由马斯廷上校的儿媳冠名，于1937年12月20日在弗吉尼亚州的紐波特紐斯造船公司铺设龙骨，并于1938年12月8日下水。1939年9月15日马斯廷号正式服役，交由詹姆斯·谢泼德·弗里曼（James Shepherd Freeman）少校指挥。

## 设计与装备
西姆斯级驱逐舰的主体构造与班汉级驱逐舰类似，但在其基础上改进了舰体流线结构和武器布局，使其在2具西屋电气蒸汽涡轮机的推进下最高能够达到37节航速。该级驱逐舰早期搭载有5座单装5英寸38倍径主炮、2座四联装21英寸鱼雷发射管和4座.50机枪，但其中一座主炮随后因稳心过高问题而被拆除，随着战事进展，西姆斯级的防空火力和反潜装备也得到过加强。此外，该级驱逐舰还搭载有多种当时较为先进的技术，使其在续航、火炮准度等方面相较于过往船型有了一定程度的提高。

## 服役历史

### 美国参战前
服役后的马斯廷号被分配加入大西洋舰队，并在美国正式加入第二次世界大战前执行中立巡航任务，为护送英国商船作出了贡献。1941年12月7日，她返回位于麻薩諸塞州的波士顿海军造船厂进行大修。但由于日本突袭珍珠港，第二天她就出海护送爱达荷号和密西西比号战列舰前往作战海域。1942年1月3日，她最终在南卡罗来纳州查尔斯海军造船厂完成了此前搁置的检修工作，并于20日穿过巴拿马运河前往珍珠港。2月17日至4月3日，马斯廷号为夏威夷与旧金山之间的运输船队提供护航。

### 第二次世界大战
5月24日，在结束前往萨摩亚的护航任务之后，马斯廷号护送一艘搭载补给的商船前往受日军威胁的中途岛，随后她于6月5日回到珍珠港。两天后，马斯廷号加入第17特遣舰队，前往搜寻中途岛海战中散落的双方幸存者。在结束搜寻任务后，舰队于6月13日返回夏威夷海域，随后马斯廷号开始了为期2个月的训练和珍珠港附近海域巡航。
8月17日，马斯廷号跟随围绕大黄蜂号航空母舰所组建的第17特遣舰队启航，前往西南太平洋参加夺取日军占据岛屿的战斗。在瓜達爾卡納爾島戰役期间，她所在的驱逐舰小队部署于舰队南部，并在那里为航母空袭布因、范锡和拓诺来（Tonolai）提供掩护。10月26日聖克魯斯群島戰役期间，马斯廷号救起337名大黄蜂号的幸存者，并与安德森号一起使用舰炮与鱼雷处置了这艘严重受损的航母。在此期间，马斯廷号首先发射了8枚鱼雷，其中5枚命中，但仅有3枚成功起爆，安德森号随后也补充发射了8枚鱼雷，其中6枚爆炸，但此时大黄蜂号仍然保持漂浮。随后，两艘驱逐舰又使用主炮对其展开攻击，但效果不彰。晚上八时许，日军铃谷号和五十铃号巡洋舰所属水侦飞机抵达现场，20:40，美军驱逐舰放弃目标，20分钟后，日军驱逐舰紧随而至，在判定大黄蜂号无法拖曳离开后于次日凌晨使用鱼雷将其击沉。此次战役中，马斯廷号共击落5架来袭敌机。此后，马斯廷号继续在舰队中执行努美阿和圣灵岛附近海域的巡逻和护航任务。11月11日，她加入了第16特遣舰队并参加随后爆发的瓜達爾卡納爾海戰。12月25日，马斯廷号在完成向瓜达尔卡纳尔岛护送运输舰队的任务之后，对敌方阵地进行了炮击。
1943年2月，马斯廷号再次为瓜达尔卡纳尔岛附近的航母空袭行动提供掩护，随后回归日常执勤任务。4月14日，马斯廷号返回珍珠港。在港口休整数日后，她启程前往埃达克，并于4月24日抵达。她随后加入了该岛西北部的巡逻队，并为美军在阿留申群岛的进攻行动提供掩护。在此期间，她所在的舰队多次炮击基斯卡島日军基地，并破坏了日军前往该岛的运输线。8月15日，在美军夺回基斯卡岛之后，马斯廷号启程前往马雷岛海军造船厂大修，并于10月31日返回珍珠港。11月10日，马斯廷号跟随第52特遣舰队出击，并于10天后对吉尔伯特群岛发动突袭。马金群岛战役结束后，马斯廷号返回西海岸，并在加利福尼亚州圣佩德罗附近海域进行两栖作战演练。
1944年1月21日，她重回茂宜島的拉海纳航道，并参与到马绍尔群岛战役中，30日，她对位于沃杰环礁的日军阵地发动炮击。次日，她为攻击瓜加林環礁的巡洋舰提供支援，并于2月1日再次直接参与了对该环礁的攻击。在接下来的2周里，她为夸贾林周围的各支舰队提供护航和支援，并前往美军刚刚夺回的埃內韋塔克環礁附近执行任务。3月3日，马斯廷号返回珍珠港。随后，马斯廷号加入第58特遣舰队支援分队，并在3月30日至4月1日舰队空袭加罗林群岛的帕劳、雅浦、沃莱伊和乌利西期间为舰队補給艦提供掩护。4月7日，马斯廷号返回西南太平洋，并为4月美军在新幾內亞、艾塔佩和查亚普拉等地以及5月在瓦克德的两栖作战提供支援。在此期间，马斯廷号担负起护航、巡逻、炮击、飞机指引、登陆支援等职责，其所在舰队也先后对农福尔 、 桑萨波尔 、 米奥斯温迪 、 約斯蘇達索灣 、 比亚克等地展开行动。9月15日，在对荷属东印度群岛摩洛泰展开的先期进攻中，马斯廷号为舰队航母编队提供飞机指引，并随后护送新几内亚方向增援进入战场。10月16日，在结束对洪堡灣的扫荡后，她启程前往莱特岛并于25日抵达。同日，她护送一支舰队安全脱离雷伊泰灣海戰。此后，马斯廷号在西太平洋各个基地间执行护航任务，协助美军在菲律宾的行动。11月25日，她返回萊特灣，并于27日加入驻防舰队，执行防空警戒任务。
1945年1月9日，在结束位于新几内亚海域进行的演习后，马斯廷号启程支援呂宋島戰役。接下来的一个月内，她多次开火支援登陆部队，并与其他作战单位配合击退了林加延海域的空袭，同时，她也完成了作战区域的反潜巡逻。2月2日，她驶往瓜达尔卡纳尔岛，并在那里加入第5舰队，沖繩島戰役准备期间，她主要执行反潜巡逻任务。4月1日，马斯廷号所在舰队由烏利西環礁启程抵达冲绳，负责为首批进攻部队的运输单位提供掩护。此后4天，她不分昼夜地指引运输舰艇抵达滩头，并为它们提供防空火力支援。4月5日，马斯廷号启程前往乌利西和塞班岛，护送运输队支援冲绳战场。17日，船队抵达终点，马斯廷号随即投入火力支援、雷达警戒、反潜防空等任务中。5月2日，她加入一支护航航母编队的护航序列，前往冲绳西南部海域。
马斯廷号于5月28日离开冲绳，经由關島、珍珠港、埃内韦塔克环礁等地，最终于6月18日抵达圣佩德罗，并在那里的船坞进行大修和改建。在她于圣佩德罗逗留期间，日本投降，6天后，她启程前往日本执行战后处置任务。9月16日，马斯廷号抵达本州大凑。

### 战后
1945年末，马斯廷号回到西海岸，随后前往夏威夷，为之后在比基尼环礁进行的十字路口行动做准备。1946年8月29日，马斯廷号在用作靶船后退役，并于试验后被留在比基尼环礁。1948年4月18日，马斯廷号被拖至馬紹爾群島，并于该地被击沉。

## 荣誉
马斯廷号在二战中共获得13颗战斗之星：
| 战役或行动                 | 日期（包含期间各任务段） |
| -------------------------- | ------------------------ |
| 布因－范锡－拓诺来海域突袭 | 1942年10月5日            |
| 圣克鲁斯群岛战役           | 1942年10月26日           |
| 第三次瓜达尔卡纳尔岛突袭   | 1942年11月12日至15日     |
| 瓜达尔卡纳尔群岛攻防战     | 1942年12月25日           |
| 拉納爾島战役               | 1943年1月29日至30日      |
| 阿留申群岛战役             | 1943年5月11日至6月2日    |
| 吉尔伯特群岛战役           | 1943年11月20日至30日     |
| 马绍尔群岛战役             | 1944年1月31日至2月24日   |
| 亚太地区突袭               | 1944年3月30日至4月1日    |
| 新几内亚西部战役           | 1944年5月17日至9月15日   |
| 莱特湾战役                 | 1944年10月16日至25日     |
| 吕宋岛战役                 | 1944年10月4日至18日      |
| 冲绳战役                   | 1945年4月1日至5月26日    |

## 历任舰长
| 姓名       | 译名                     | 军衔 | 任职时间                    |
| ---------- | ------------------------ | ---- | --------------------------- |
|            | 詹姆斯·谢泼德·弗里曼     | 少校 | 1939年9月16日               |
|            | 沃利斯·弗雷德里克·皮特森 | 中校 | 1941年8月15日               |
|            | 厄尔·托拜厄斯·施赖伯     | 少校 | 1942年12月30日              |
|            | 芒罗·马文·赖克           | 少校 | 1943年10月1日               |
|            | 约翰·杰拉德·休斯         | 少校 | 1944年8月1日                |
|            | 罗伯特·L·吉尔伯特        | 上尉 | 1945年6月16日               |
|            | 约翰·杰拉德·休斯         | 少校 | 1945年7月11日-1946年6月16日 |
| 参考文献： |                          |      |                             |